# .38-72 Winchester
Набій .38-72 Winchester, також відомий як .38-72 WCF, це фланцевий, пляшкоподібний гвинтівковий набій центрального запалення, який було представлено в 1895 для важільної гвинтівки Winchester 1895.

## Опис та продуктивність
Оригінальний заводський заряд Winchester складався з кулі вагою 275-гранів (17,8 г) яка мала швидкість 1 480 фут/с (450 м/с). Гільза з прямими стінками була розроблена для димного пороху, а не для бездимного.

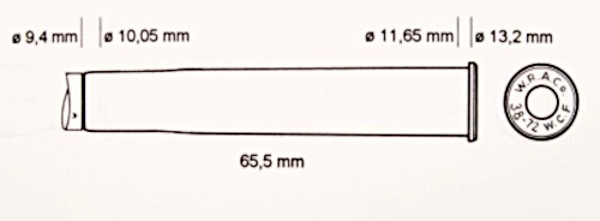
Параметри гільзи .38-72 Winchester.

Окрім важільної гвинтівки Winchester, набій .38-72 WCF використовували в однозарядній гвинтівці Winchester 1885.
З появою покращених набоїв з бездимним порохом, набій .38-72 WCF застарів і скоро став додатковим калібром гвинтівок Winchester Модель 1895 та 1885. Виробництво набоїв компанія Winchester припинила в 1936 році.

## Параметри

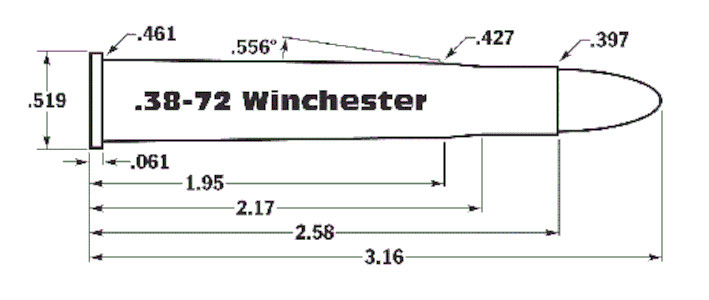